# Tuomas Ketola
Tuomas Ketola (* 21. Februar 1975 in Turku) ist ein ehemaliger finnischer Tennisspieler.

## Karriere
Ketola gewann auf der zweitklassigen Challenger Tour im Laufe seiner Karriere 16 Titel, davon fünf im Einzel sowie elf weitere im Doppel mit verschiedenen Partnern. Auf Ebene der ATP Tour erreichte er 1998 in Hongkong das Finale der Doppelkonkurrenz. An der Seite von Neville Godwin unterlag er jedoch Byron Black und Alex O’Brien klar mit 5:7, 1:6. Bei Grand-Slam-Turnieren gelang ihm mit dem Erreichen der zweiten Runde bei den US Open 2004 sein bestes Resultat im Einzel. Im Doppel erreichte er sowohl bei den French Open 1998 als auch in Wimbledon 1998 und 2005 die zweite Runde.
Von 1993 bis 2007 spielte Ketola für die finnische Davis-Cup-Mannschaft. Er gewann 16 von 38 Einzelpartien und mit zwölf Partien die Hälfte seiner 24 Doppelpartien. Damit kann Ketola bis heute die meisten Doppelsiege für die finnische Mannschaft aufweisen. Mit 31 bestrittenen Begegnungen innerhalb von 15 Saisons ist er außerdem finnischer Rekordspieler.

## Erfolge
| Legende (Anzahl der Siege)                       |
| Grand Slam                                       |
| Tennis Masters Cup                               |
| ATP Masters Series ATP World Tour Masters 1000   |
| ATP International Series Gold ATP World Tour 500 |
| ATP International Series ATP World Tour 250      |
| ATP Challenger Tour (16)                         |

### Doppel

#### Finalteilnahmen
| Nr. | Datum          | Turnier  | Belag     | Partner        | Finalgegner              | Ergebnis |
| --- | -------------- | -------- | --------- | -------------- | ------------------------ | -------- |
| 1.  | 13. April 1998 | Hongkong | Hartplatz | Neville Godwin | Byron Black Alex O’Brien | 5:7, 1:6 |